# Питкяярви (озеро, Сортавальский район, южное)
Пи́ткяя́рви (Питкя-ярви; фин. Pitkäjärvi) — озеро на территории Хаапалампинского сельского поселения Сортавальского района Республики Карелия.

## Общие сведения
Площадь озера — 1,5 км², площадь водосборного бассейна — 8,1 км². Располагается на высоте 23,8 метров над уровнем моря.
Форма озера продолговатая: вытянуто с севера на юг. Берега изрезанные, каменисто-песчаные, возвышенные.
Через озеро протекает безымянная протока, вытекающая из озера Латваярви и втекающая в озеро Куоккаярви.
С запада от озера проходит лесная дорога.
Населённые пункты возле озера отсутствуют. Ближайший — посёлок Реускула — расположен в 3 км к юго-востоку от озера.
Название озера переводится с финского языка как «длинное озеро».
Код объекта в государственном водном реестре — 01040300211102000013117.

## Панорама

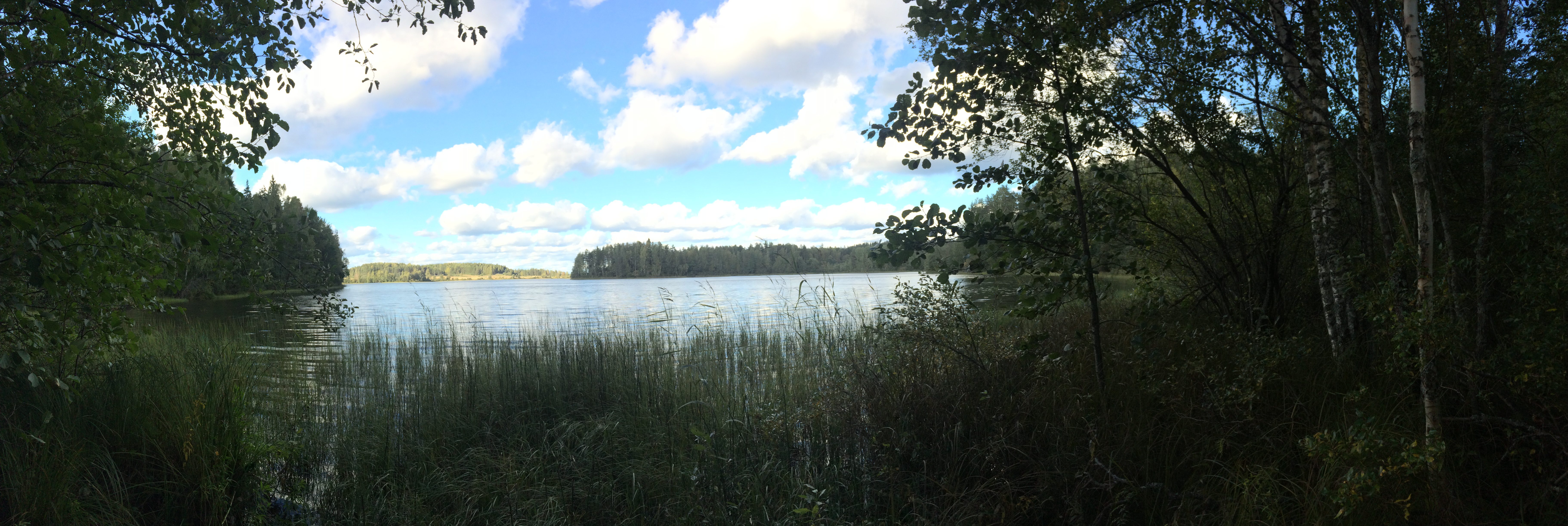
Панорама